# Пам'ятки культурної спадщини Теребовлянської громади
У статті наведений перелік об'єктів культурної спадщини Теребовлянської громади Тернопільського району Тернопільської области України.

## Пам'ятки археології
| №  | Назва | Дата | Адреса | Охоронний номер | Документ про взяття на облік |
| -- | --- | --- | --- | --------------- | --- |
| 1  | Поселення Боричівка І                                                                                         | черняхівська культура (ІІІ — IV ст. н. е.) | с. Боричівка, урочище Город Матвійця | 1205            | Рішення виконкому Тернопільської обласної ради від 14.07.1989 № 162 |
| 2  | Поселення Боричівка ІІ                                                                                        | культура Ґава-Голігради (ХІ — VIII ст. до н. е.); черняхівська культура (ІІ — IV ст.)                                                                                             | с. Боричівка500 м на захід від крайніх околиць села, південні схили потічка Боричівка                                                                       | 1785            | Наказ управління культури обласної державної адміністрації від 24.03.2011 № 36 |
| 3  | Поселення Боричівка ІІІ                                                                                       | культура Ґава-Голігради (ХІ — VIII ст. до н. е.); черняхівська культура (ІІ — IV ст.)                                                                                             | с. Боричівка, 100 м на захід від крайніх околиць села, південні схили потічка Боричівка                                                                     | 1786            | Наказ управління культури обласної державної адміністрації від 24.03.2011 № 36 |
| 4  | Поселення Боричівка IV                                                                                        | давньоруський час (ХІІ-ХІІІ ст.) | с. Боричівка. За 1 км на захід від села, по лівому березі струмка, біля лісу.                                                                               | 1882            | Наказ управління культури обласної державної адміністрації від 26.06.2012 № 97 |
| 5  | Поселення Вербівці І                                                                                          | ранньозалізний час (І тис.до н. е.); черняхівська культура (ІІІ — IV ст. н. е.)                                                                                                   | с. Вербівці, східні околиці села, 100 м на південь від сільської церкви і клубу, пологі схили лівого берега струмка                                         | 1806            | Наказ управління культури обласної державної адміністрації від 24.03.2011 № 36 |
| 6  | Поселення Вербівці ІІ                                                                                         | ранньозалізний час (І тис.до н. е.); черняхівська культура (ІІІ — IV ст. н. е.)                                                                                                   | с. Вербівці, східні околиці села, справа від автодороги на с. Білобожниця, пологі схили лівого берега струмка                                               | 1807            | Наказ управління культури обласної державної адміністрації від 24.03.2011 № 36 |
| 7  | Поселення Деренівка І                                                                                         | черняхівська культура (ІІІ — IV ст. н. е.) | с. Деренівка, урочище Пріска | 2747            | Рішення виконкому Тернопільської обласної ради від 14.07.1989 № 162 |
| 8  | Поселення Деренівка ІІ                                                                                        | черняхівська культура (ІІІ — IV ст. н. е.), давньоруський час (Х-ХІІІ ст.) | с. Деренівка, урочище «Селисько», при в'їзді у село по праву сторону від траси (біля хреста), над джерелом                                                  | 1278            | Наказ управління культури обласної державної адміністрації від 27.01.2010 № 16 |
| 9  | Курганна група Деренівка ІІІ                                                                                  | культура невизначена | с. Деренівка, 1 км на південь від церкви, на високому плато                                                                                                 | 1738            | Наказ управління культури обласної державної адміністрації від 27.01.2010 № 16 |
| 10 | Поселення Деренівка IV                                                                                        | черняхівська культура (ІІ — IV ст. н. е.); давньоруський час (ХІІ-ХІІІ ст.) | с. Деренівка, центральна частина села, за 200 м на захід від краю лісу біля роздоріжжя з криницею. В районі вул. Купчинського, 144—146                      | 4566-Тр         | Наказ департаменту культури, релігій та національностей обласної державної адміністрації від 15.05.2014 № 76-од, Наказ Міністерства культури України від 18.04.2017 № 323, Наказ Міністерства культури України від 18.04.2017 № 323 |
| 11 | Поселення Довге І                                                                                             | черняхівська культура (ІІІ — IV ст. н. е.) | с. Довге, південно-західна частина села, лівий берег р. Серет (житлова вулиця)                                                                              | 4565-Тр         | Наказ департаменту культури, релігій та національностей обласної державної адміністрації від 15.05.2014 № 76-од, Наказ Міністерства культури України від 18.04.2017 № 323, Наказ Міністерства культури України від 18.04.2017 № 323 |
| 12 | Стоянка Долина І                                                                                              | середній палеоліт (150-40 тис. років тому) | с. Долина, урочище Пасовисько, південно-східні околиці | 2749            | Розпорядження Представника Президента України у Тернопільській області від 25.06.1992 № 148 |
| 13 | Поселення Долина ІІ                                                                                           | західно-подільська група скіфського часу (ІІ пол. VII—V (можливо IV) ст. до н. е.)                                                                                                | с. Долина, урочище Пасовисько | 1229            | Рішення виконкому Тернопільської обласної ради від 14.07.1989 № 162 |
| 14 | Поселення Долина ІІІ                                                                                          | ранній залізний вік (І тис. до н. е.), черняхівська культура (ІІІ — IV ст. н. е.), давньоруський час (ХІІ-ХІІІ ст.)                                                               | с. Долина, урочище Поле | 1244            | Рішення виконкому Тернопільської обласної ради від 14.07.1989 № 162 |
| 15 | Поселення Долина IV                                                                                           | трипільська культура (IV-кінець ІІІ тис. до н. е.) | с. Долина, в районі колишнього села Знесіння | 2748            | Наказ управління культури обласної державної адміністрації від 18.10.2005 № 112 |
| 16 | Поселення Долина V                                                                                            | трипільська культура (IV-кінець ІІІ тис. до н. е.), голіградська культура (ХІ — VII ст до н. е.), черняхівська культура (ІІІ — IV ст. н. е.), давньоруський час (ІХ — Х ст.)      | с. Долина, урочище «Під Бердою» на лівому березі старого русла р. Серет                                                                                     | 1369            | Наказ управління культури обласної державної адміністрації від 27.01.2010 № 16 |
| 17 | Городище, поселення Долина VI                                                                                 | трипільська культура (IV-кінець ІІІ тис. до н. е.), ранній залізний вік (І тис.до н. е.); давньоруський час (Х ст.)                                                               | с. Долина урочище «Стінка» | 1371            | Наказ управління культури обласної державної адміністрації від 27.01.2010 № 16 |
| 18 | Поселення Долина VII                                                                                          | трипільська культура (IV — ІІІ тис. до н. е.); ранньозалізний час (І тис.до н. е.); давньоруська культура (Х, ХІІ — ХІІІ ст.)                                                     | с. Долина, південні околиці села, 250 м від автодороги на с. Буднів, два дюноподібні підвищення лівого берега р. Серет                                      | 1761            | Наказ управління культури обласної державної адміністрації від 24.03.2011 № 36 |
| 19 | Поселення Залав'є І                                                                                           | давньоруський час (ХІІ — ХІІІ ст.) | с. Залав'є, західна частина села, ІІ надзаплавна тераса лівого берега р. Серет                                                                              | 1666            | Наказ управління культури обласної державної адміністрації від 27.01.2010 № 16 |
| 20 | Поселення Зеленче І                                                                                           | давньоруський час (Х-ХІІІ ст.) | с. Зеленче, лівий берег р. Серет, біля мосту | 2754            | Наказ управління культури обласної державної адміністрації від 18.10.2005 № 112 |
| 21 | Поселення Зеленче ІІ                                                                                          | давньоруський час (Х-ХІІІ ст.) | с. Зеленче, урочище «Загороди» | 2755            | Наказ управління культури обласної державної адміністрації від 18.10.2005 № 112 |
| 22 | Могильник Зеленче ІІІ                                                                                         | давньоруський час (Х-ХІІІ ст.) | с. Зеленче, лівий берег р. Серет, біля мосту | 2756            | Наказ управління культури обласної державної адміністрації від 18.10.2005 № 112 |
| 23 | Поселення Зеленче IV                                                                                          | трипільська культура (IV-кінець ІІІ тис. до н. е.) | с. Зеленче, урочище «Грушівка» | 2753            | Наказ управління культури обласної державної адміністрації від 18.10.2005 № 112 |
| 24 | Поселення Кобиловолоки І                                                                                      | черняхівська культура (кін. ІІ- поч. V ст. н. е.); культура Лука-Райковецька (кінець VII — ІХ ст.); давньоруський час (ХІІ — ХІІІ ст.)                                            | с. Кобиловолоки, на північний схід від села, правий берег каналу                                                                                            | 2758            | Наказ управління культури обласної державної адміністрації від 18.10.2005 № 112 |
| 25 | Поселення Кобиловолоки ІІ                                                                                     | черняхівська культура (кін. ІІ- поч. V ст. н. е.); культура Лука-Райковецька (кінець VII — ІХ ст.); давньоруський час (ХІІ — ХІІІ ст.)                                            | с. Кобиловолоки, на північний схід від села, лівий берег каналу, біля ставка на притоці каналу                                                              | 2759            | Наказ управління культури обласної державної адміністрації від 18.10.2005 № 112 |
| 26 | Поселення Кобиловолоки ІІІ                                                                                    | трипільська культура (IV-кінець ІІІ тис. до н. е.); ранній залізний вік (І тис.до н. е.)                                                                                          | с. Кобиловолоки, 2,5 км на південь від церкви, І — ІІ надзаплавні тераси правого берега струмка Накрасів                                                    | 1639            | Наказ управління культури обласної державної адміністрації від 27.01.2010 № 16 |
| 27 | Поселення Кобиловолоки IV                                                                                     | трипільська культура (IV-кінець ІІІ тис. до н. е.);ранній залізний вік (І тис.до н. е.)                                                                                           | с. Кобиловолоки, 2 км на південь від церкви, І — ІІ надзаплавні тераси і привершинна частина правого берега р. Накрасів                                     | 1640            | Наказ управління культури обласної державної адміністрації від 27.01.2010 № 16 |
| 28 | Поселення Кобиловолоки V                                                                                      | черняхівська культура (ІІІ — IV ст. н. е.) | с. Кобиловолоки, центральна частина села, південніше церкви, лівий берег ставу                                                                              | 1845            | Наказ управління культури обласної державної адміністрації від 09.02.2012 № 14 |
| 29 | Поселення Кобиловолоки VI                                                                                     | давньоруська культура (ХІІ — ХІІІ ст.) | с. Кобиловолоки, центральна частина села, південніше сільської церкви, правий берег невеликого ставу                                                        | 1851            | Наказ управління культури обласної державної адміністрації від 09.02.2012 № 14 |
| 30 | Поселення Кобиловолоки VII                                                                                    | трипільська к-ра (V—IV тис. до н. е.) | За 2 км на північ від села, біля північно-східного краю лісу                                                                                                | 4568-Тр         | Наказ департаменту культури, релігій та національностей обласної державної адміністрації від 15.05.2014 № 76-од, Наказ Міністерства культури України від 18.04.2017 № 323                                                           |
| 31 | Городище Кровинка І                                                                                           | черняхівська культура (ІІІ — IV ст.), празька культура (V—VI ст.) | с. Кровинка, західна частина села, північніше мосту в урочищі «Гора»                                                                                        | 2761-Тр         | Рішення виконкому Тернопільської обласної ради від 14.07.1989 № 162, Наказ управління культури обласної державної адміністрації від 18.10.2005 № 112, Наказ Міністерства культури України від 22.11.2012 № 1364                     |
| 32 | Поселення Кровинка ІІ                                                                                         | епоха бронзи-ранньозалізний час (ІІ-І тис.до н. е.); райковецька культура (VII—VIII ст.); давньоруський час (Х-ХІІІ ст.)                                                          | c. Кровинка, південні околиці села, біля лісу в урочищі «Кудриця»                                                                                           | 4395-Тр         | Наказ управління культури обласної державної адміністрації від 27.01.2010 № 16, Наказ Міністерства культури України від 22.11.2012 № 1364                                                                                           |
| 33 | Поселення Кровинка ІІІ                                                                                        | райковецька культура (кінець VII—IX ст.) | с. Кровинка, північні околиці села, правий берег р. Гнізна                                                                                                  | 1726            | Наказ управління культури обласної державної адміністрації від 27.01.2010 № 16 |
| 34 | Поселення Кровинка IV                                                                                         | давньоруський час (ХІІ-ХІІІ ст.) | с. Кровинка, південно-східні околиці села, з правої сторони хат в напрямку на м. Теребовля                                                                  | 4396-Тр         | Наказ управління культури обласної державної адміністрації від 27.01.2010 № 16, Наказ Міністерства культури України від 22.11.2012 № 1364                                                                                           |
| 35 | Поселення Кровинка V                                                                                          | висоцька культура (Х — VIII ст.до н. е.); давньоруський час (ХІІ-ХІІІ ст.) | с. Кровинка, північні околиці села, вул. Кут. | 4397-Тр         | Наказ управління культури обласної державної адміністрації від 09.02.2012 № 14, Наказ Міністерства культури України від 22.11.2012 № 1364                                                                                           |
| 36 | Поселення Кровинка VI                                                                                         | давньоруський час (ХІІ-ХІІІ ст.) | с. Кровинка, центральна частина села, вул. Надрічна | 4398-Тр         | Наказ управління культури обласної державної адміністрації від 09.02.2012 № 14, Наказ Міністерства культури України від 22.11.2012 № 1364                                                                                           |
| 37 | Поселення Ласківці І                                                                                          | давньоруський час (ХІІ — ХІІІ ст.) | с. Ласківці, 2 км на північний захід від села, в західній околиці с. Кульчики, на лівому березі ставка, біля його початку, південно-східний схил пагорбу    | 1308            | Наказ управління культури обласної державної адміністрації від 27.01.2010 № 16 |
| 38 | Поселення Ласківці ІІ                                                                                         | давньоруський час (ХІІ — ХІІІ ст.) | с. Ласківці, 2 км на північний захід від села, в західній околиці с. Кульчики, на лівому березі меліоративного рову (початок ставу), північний схил пагорбу | 1309            | Наказ управління культури обласної державної адміністрації від 27.01.2010 № 16 |
| 39 | Поселення Ласківці ІІІ                                                                                        | давньоруський час (Х, ХІІ-ХІІІ ст.) | с. Ласківці, 2 км на північний захід від села, в західній околиці с. Кульчики, на правому березі ставка, за 100 м від дамби                                 | 1310            | Наказ управління культури обласної державної адміністрації від 27.01.2010 № 16 |
| 40 | Поселення Ласківці IV                                                                                         | культура ноа (ХІІІ — Х ст. до н. е.); давньоруський час (ХІІ — ХІІІ ст.) | с. Ласківці, 2 км на північний захід від села, мисоподібний виступ, утворений двома безіменними потічками                                                   | 1493            | Наказ управління культури обласної державної адміністрації від 27.01.2010 № 16 |
| 41 | Поселення Ласківці V                                                                                          | ранній залізний час (І тис.до н. е.); давньоруський час (ХІІ — ХІІІ ст.) | с. Ласківці 2 км на північний захід від села, південна частина мису, утвореного двома безіменними потічками                                                 | 1494            | Наказ управління культури обласної державної адміністрації від 27.01.2010 № 16 |
| 42 | Поселення Ласківці VI                                                                                         | черняхівська культура (ІІІ — IV ст. н. е.), давньоруська культура (ХІІ — ХІІІ ст.)                                                                                                | с. Ласківці, північно-східні околиці села, урочище «Венгерщина»                                                                                             | 1841            | Наказ управління культури обласної державної адміністрації від 09.02.2012 № 14 |
| 43 | Поселення Ласківці VII                                                                                        | ранньозалізний вік (І тис. до н. е.); черняхівська культура (ІІ — IV ст. н. е.); давньоруський час (ХІІ — ХІІІ ст.)                                                               | с. Ласківці, східна частина села, на правому березі р. Перейма                                                                                              | 2023            | Наказ департаменту культури, релігій та національностей обласної державної адміністрації від 15.05.2014 № 76-од |
| 44 | Поселення Лошнів І                                                                                            | ранній залізний вік (І тис. до н. е.) | с. Лошнів, урочище Заграбина | 2762            | Розпорядження Представника Президента України у Тернопільській області від 25.06.1992 № 148 |
| 45 | Поселення Лошнів ІІ                                                                                           | ранній залізний вік (І тис. до н. е.) | с. Лошнів, урочище Кринички | 2763            | Розпорядження Представника Президента України у Тернопільській області від 25.06.1992 № 148 |
| 46 | Городище Лошнів ІІІ                                                                                           | висоцька культура (ХІ — VII ст. до н. е.) | с. Лошнів, лівий берег р. Гнізна, на південь від села | 2764            | Наказ управління культури обласної державної адміністрації від 18.10.2005 № 112 |
| 47 | Поселення Лошнів IV                                                                                           | культура Ґава-Голігради (XI—VII ст. до н. е.); трипільська культура (IV-кінець ІІІ тис. до н. е.)                                                                                 | с. Лошнів, 3 км на південний-захід від села, лівий берег р. Гнізна                                                                                          | 1728            | Наказ управління культури обласної державної адміністрації від 27.01.2010 № 16 |
| 48 | Поселення Лошнів VI                                                                                           | трипільська культура (IV-кінець ІІІ тис. до н. е.) | с. Лошнів, південно-східні околиці села, лівий берег р. Боричівка                                                                                           | 1727            | Наказ управління культури обласної державної адміністрації від 27.01.2010 № 16 |
| 49 | Поселення Малів І                                                                                             | ранньозалізний вік (І тис. до н. е.); давньоруський час (ХІІ-ХІІІ ст.) | с. Малів, південно-західна частина села, лівий берег р. Серет                                                                                               | 1955            | Наказ департаменту культури, релігій та національностей обласної державної адміністрації від 15.05.2014 № 76-од |
| 50 | Поселення Млиниська І                                                                                         | епоха бронзи — ранньозалізний час (ІІ-І тис.до н. е.) | с. Млиниська, в західній частина села, лівий берег струмка                                                                                                  | 1866            | Наказ управління культури обласної державної адміністрації від 26.06.2012 № 97 |
| 51 | Поселення Могильниця І                                                                                        | черняхівська культура (кін. ІІ- поч. V ст. н. е.) | с. Могильниця, урочище «Янівська долина» | 2768            | Наказ управління культури обласної державної адміністрації від 18.10.2005 № 112 |
| 52 | Поселення Могильниця ІІ                                                                                       | давньоруський час (ХІІ — ХІІІ ст.) | с. Могильниця, південні околиці села, лівий берег ставу | 1742            | Наказ управління культури обласної державної адміністрації від 27.01.2010 № 16 |
| 53 | Курган Могильниця ІІІ                                                                                         | епоха бронзи — ранньозалізний час (ІІ-І тис.до н. е.) | с. Могильниця, 2,5 км на північ від околиць села, вершина гори Янів                                                                                         | 1743            | Наказ управління культури обласної державної адміністрації від 27.01.2010 № 16 |
| 54 | Поселення Мшанець І                                                                                           | трипільська культура (IV-кінець ІІІ тис. до н. е.); черняхівська культура (кін. ІІ- поч. V ст. н. е.)                                                                             | с. Мшанець, на південний схід від села, лівий берег каналу                                                                                                  | 2769            | Наказ управління культури обласної державної адміністрації від 18.10.2005 № 112 |
| 55 | Поселення Мшанець ІІ                                                                                          | західно-подільська група скіфського часу (друга половина VII—V (можливо IV) ст. до н. е.)                                                                                         | с. Мшанець, західна околиця села, правий берег ставка, біля дамби, ІІ-а надзаплавна тераса, південний схил пагорба                                          | 1275            | Наказ управління культури обласної державної адміністрації від 27.01.2010 № 16 |
| 56 | Поселення Мшанець ІІІ                                                                                         | черняхівська культура (ІІІ — IV ст. н. е.); давньоруський час (ХІІ — ХІІІ ст.) | с. Мшанець, північно-східні околиці хутора Іванівка, невисока перша надзаплавна тераса правого берега р. Тайна                                              | 1527            | Наказ управління культури обласної державної адміністрації від 27.01.2010 № 16 |
| 57 | Поселення Мшанець IV                                                                                          | давньоруський час (ХІІ — ХІІІ ст.) | с. Мшанець, 2 км на південний схід від східних околиць села, високий лівий берег струмка, що впадає в р. Тайна                                              | 1528            | Наказ управління культури обласної державної адміністрації від 27.01.2010 № 16 |
| 58 | Поселення Остальці І                                                                                          | трипільська культура, (IV-кінець ІІІ тис. до н. е.); доба бронзи-ранньозалізний час (ІІ-І тис. до н. е.); давньоруська культура (ХІІ-ХІІІ ст.)                                    | с. Остальці, західні околиці села, лівий берег струмка, притоки р. Гнізна                                                                                   | 1888-Тр         | Наказ управління культури обласної державної адміністрації від 29.10.2012 № 149 , Наказ Міністерства культури України від 28.11.2013 № 1224                                                                                         |
| 59 | Поселення Острівець І                                                                                         | трипільська культура (IV-кінець ІІІ тис. до н. е.) | с. Острівець, 500 м на південь від села, високий правий берег р. Серет, 150 м на північ від кладовища                                                       | 1698            | Наказ управління культури обласної державної адміністрації від 27.01.2010 № 16 |
| 60 | Поселення Підгайчики І                                                                                        | трипільська культура (IV-кінець ІІІ тис. до н. е.) | с. Підгайчики, правий берег р. Серет, на північ від села | 2772            | Наказ управління культури обласної державної адміністрації від 18.10.2005 № 112 |
| 61 | Стоянка Підгайчики ІІ                                                                                         | середній палеоліт (150-40 тис. років тому) | с. Підгайчики, правий берег р. Серет, південні околиці села                                                                                                 | 2774            | Наказ управління культури обласної державної адміністрації від 18.10.2005 № 112 |
| 62 | Поселення Підгайчики ІІІ                                                                                      | празька культура (V—VII ст.) | с. Підгайчики, північна околиця села, на правому березі р. Серет, перша надзаплавна тераса, перед містком на с. Залав'є                                     | 1277            | Наказ управління культури обласної державної адміністрації від 27.01.2010 № 16 |
| 63 | Курган Підгайчики IV                                                                                          | давньоруський час (ХІІ — ХІІІ ст.) | с. Підгайчики, на північ від села | 2773            | Наказ управління культури обласної державної адміністрації від 18.10.2005 № 112 |
| 64 | Городище Підгора І                                                                                            | давньоруський час (ХІІ — ХІІІ ст.) | с. Підгора, урочище «Костюлик», лівий берег р. Серет | 2775            | Наказ управління культури обласної державної адміністрації від 18.10.2005 № 112 |
| 65 | Курганна група (10 курганів) Підгора ІІ                                                                       | культура невизначена | с. Підгора, 500 м на північ від монастиря. | 1739            | Наказ управління культури обласної державної адміністрації від 27.01.2010 № 16 |
| 66 | Стоянка Плебанівка І                                                                                          | мезоліт (кінець ІХ-VI тис. до н. е.) | с. Плебанівка, урочище Поле, 800 м на південний захід від села, на вершині крутої висогої гори — лівого берега р. Гнізни                                    | 2777            | Розпорядження Представника Президента України у Тернопільській області від 25.06.1992 № 148 |
| 67 | Поселення Плебанівка ІІ                                                                                       | давньоруський час (ХІІ — ХІІІ ст.) | с. Плебанівка, урочище Поле біля залізничного мосту | 1204            | Рішення виконкому Тернопільської обласної ради від 14.07.1989 № 162 |
| 68 | Курганна група (2 кургана) Плебанівка ІІІ                                                                     | не датовано | с. Плебанівка, на південний схід від села, з лівої сторони від автодороги Тернопіль-Чернівці                                                                | 2776            | Наказ управління культури обласної державної адміністрації від 18.10.2005 № 112 |
| 69 | Поселення Романівка І                                                                                         | ранній залізний вік (І тис.до н. е.) | с. Романівка, 1 км на захід від західних околиць села, І — ІІ надзаплавні тераси лівого берега струмка Сидорівка                                            | 1495            | Наказ управління культури обласної державної адміністрації від 27.01.2010 № 16 |
| 70 | Поселення Романівка ІІ                                                                                        | черняхівська культура (ІІІ — IV ст. н. е.); давньоруський час (ХІІ — ХІІІ ст.) | с. Романівка, центральна частина села, на південний захід від церкви, І — ІІ надзаплавні тераси лівого берега р. Гнила Рудка                                | 1677            | Наказ управління культури обласної державної адміністрації від 27.01.2010 № 16 |
| 71 | Городище — пристань Семенів І                                                                                 | давньоруський час (ХІІ — ХІІІ ст.) | с. Семенів (Зеленче), урочище Замчище | 528             | Рішення виконкому Тернопільської обласної ради від 22.03.1971 № 147 |
| 72 | Поселення Семенів ІІ                                                                                          | давньоруський час (Х — ХІІІ ст.) | с. Семенів, урочище «Гуртівка» | 2778            | Наказ управління культури обласної державної адміністрації від 18.10.2005 № 112 |
| 73 | Могильник курганний Семенів ІІІ                                                                               | давньоруський час (Х — ХІІІ ст.) | с. Семенів (Зеленче), урочище Могилки | 529             | Рішення виконкому Тернопільської обласної ради від 22.03.1971 № 147 |
| 74 | Поселення Семенів IV                                                                                          | західно-подільська група скіфського часу (друга половина VII—V (можливо IV) ст. до н. е.), давньоруський час (кінець ХІ, ХІІ, кінець ХІІІ ст)                                     | с. Семенів, південно-західні околиці села, правий берег р. Серет, за 0,5 км від злиття впадіння в р. Серет р. Гнізни                                        | 1312            | Наказ управління культури обласної державної адміністрації від 18.10.2005 № 112 |
| 75 | Поселення Слобідка І                                                                                          | трипільська культура (IV-кінець ІІІ тис. до н. е.) | с. Слобідка, урочище «Знесення», на південь від села | 2780            | Наказ управління культури обласної державної адміністрації від 18.10.2005 № 112 |
| 76 | Поселення трипільської культури, городище висоцької культури, городище давньоруського часу Теребовля І, замок | (VI тис. до н. е.); (ХІ — VI ст. до н. е.); райковецька культура (VIII-поч. Х ст.); давньоруська культура (Х-ХІІІ ст.); замок — XIV—XVI ст.                                       | м. Теребовля, урочище Замкова Гора, дитинець літописної Теребовлі                                                                                           | 2782-Тр         | Рішення виконкому Тернопільської обласної ради від 26.08.1986 № 250, Наказ Міністерства культури України від 04.07.2013 № 604 |
| 77 | Поселення Теребовля ІІ                                                                                        | давньоруський час (Х — ХІІІ ст.) | м. Теребовля, урочище Черпало | 2781            | Рішення виконкому Тернопільської обласної ради від 14.07.1989 № 162 |
| 78 | Поселення Теребовля ІІІ                                                                                       | трипільська культура (IV-кінець ІІІ тис. до н. е.) давньоруський час, (Х, ХІ, ХІІ-ХІІІ ст.)                                                                                       | м. Теребовля, урочище «Замкова гора, або Городи», з напільного боку городища                                                                                | 2783            | Наказ управління культури обласної державної адміністрації від 18.10.2005 № 112 |
| 79 | Поселення Теребовля IV                                                                                        | пізня фаза райковецької культури (кінець ІХ-початок Х ст.) | м. Теребовля, урочище Замкова Гора, ліс | 1298            | Наказ управління культури обласної державної адміністрації від 27.01.2010 № 16 |
| 80 | Теребовля V                                                                                                   | давньоруський час (ХІІ — ХІІІ ст.) | м. Теребовля, східна частина міста, вул. Кн. Василька, 152, лівий берег р. Гнізна, в місці впадіння струмка                                                 | 1262            | Наказ управління культури обласної державної адміністрації від 27.01.2010 № 16 |
| 81 | Поселення Теребовля VI                                                                                        | давньоруський час (ХІІ — ХІІІ ст.) | м. Теребовля, північні околиці міста, лівий берег р. Гнізна                                                                                                 | 1536            | Наказ управління культури обласної державної адміністрації від 27.01.2010 № 16 |
| 82 | Поселення Теребовля VII                                                                                       | трипільська культура (IV-кінець ІІІ тис. до н. е.); західно-подільська група скіфського часу (друга половина VII—V (можливо IV) ст. до н. е.); давньоруський час (ХІІ — ХІІІ ст.) | м. Теребовля, південно-західна частина міста, урочище «За парком», вул. Шухевича                                                                            | 1003            | Розпорядження Представника Президента України у Тернопільській області від 25.06.1992 № 148, Наказ управління культури обласної державної адміністрації від 27.01.2010 № 16                                                         |
| 83 | Поселення Теребовля VIII                                                                                      | трипільська культура (IV-кінець ІІІ тис. до н. е.); епоха бронзи — ранньозалізний час (ІІ-І тис.до н. е.); давньоруський час (ХІІ — ХІІІ ст.)                                     | м. Теребовля, південні околиці міста, правий берег р. Гнізна, вул. Затишна                                                                                  | 1705            | Наказ управління культури обласної державної адміністрації від 27.01.2010 № 16 |
| 84 | Поселення Теребовля ІХ                                                                                        | давньоруський час (ХІІ — ХІІІ ст.) | м. Теребовля, північно-західні околиці міста, правий берег р. Серет, вул. Підзамче і вул. Тернопільська                                                     | 1709            | Наказ управління культури обласної державної адміністрації від 27.01.2010 № 16 |
| 85 | Поселення Теребовля Х                                                                                         | райковецька культура (VIII — ІХ ст.), давньоруський час (ХІІ — ХІІІ ст.) | м. Теребовля, північно-західна частина міста, лівий берег р. Гнізна, вул. Князя Василька                                                                    | 1751            | Наказ управління культури обласної державної адміністрації від 27.01.2010 № 16 |
| 86 | Поселення Теребовля ХІ                                                                                        | черняхівська культура (ІІІ — IV ст. н. е.), давньоруська культура (ХІІ — ХІІІ ст.)                                                                                                | м. Теребовля, південні околиці міста, лівий берег р. Гнізна, вул. Надрічна                                                                                  | 1838            | Наказ управління культури обласної державної адміністрації від 09.02.2012 № 14 |
| 87 | Поселення Теребовля ХІІ                                                                                       | трипільська культура (V—IV тис. до н. е.) | м. Теребовля, центральна частина міста по вул. Шевченка, з північної сторони музею біля музичної школи                                                      | 1985            | Наказ департаменту культури, релігій та національностей обласної державної адміністрації від 15.05.2014 № 76-од |

## Пам'ятки архітектури
| №   | Назва                                             | Дата                 | Адреса                                   | Охоронний номер | Документ про взяття на облік                                 |
| --- | ------------------------------------------------- | -------------------- | ---------------------------------------- | --------------- | ------------------------------------------------------------ |
| 1   | Житловий будинок (мур.)                           | 1920-1930 рр.        | м. Теребовля вул. 22 Січня, 10           | 450             | рішення Тернопільського облвиконкому від 31.03.1992 р. № 30  |
| 2.  | Житловий будинок (мур.)                           | 1920-1930 рр.        | м. Теребовля вул. 22 Січня, 12           | 451             | рішення Тернопільського облвиконкому від 31.03.1992 р. № 30  |
| 3.  | Житловий будинок (мур.)                           | 1920-1930 рр.        | м. Теребовля вул. 22 Січня, 6            | 448             | рішення Тернопільського облвиконкому від 31.03.1992 р. № 30  |
| 4.  | Житловий будинок (мур.)                           | 1920-1930 рр.        | м. Теребовля вул. 22 Січня, 8            | 449             | рішення Тернопільського облвиконкому від 31.03.1992 р. № 30  |
| 5.  | Житловий будинок (мур.)                           | 1930 р.              | м. Теребовля вул. Галицька, 2            | 459             | рішення Тернопільського облвиконкому від 31.03.1992 р. № 30  |
| 6.  | Житловий будинок (мур.)                           | початок ХХ ст.       | м. Теребовля вул. Галицька, 4            | 460             | рішення Тернопільського облвиконкому від 31.03.1992 р. № 30  |
| 7.  | Житловий будинок (мур.)                           | 1930-і рр.           | м. Теребовля вул. Наливайка, 1           | 463             | рішення Тернопільського облвиконкому від 31.03.1992 р. № 30  |
| 8.  | Водонапірна башта (мур.)                          | ХІХ ст.              | м. Теребовля вул. Грушевського           | 458             | рішення Тернопільського облвиконкому від 31.03.1992 р. № 30  |
| 9.  | Житловий будинок (мур.)                           | ХІХ ст.              | м. Теребовля вул. Грушевського, 1        | 456             | рішення Тернопільського облвиконкому від 31.03.1992 р. № 30  |
| 10. | Житловий будинок (мур.)                           | ХІХ ст.              | м. Теребовля вул. Грушевського, 3        | 457             | рішення Тернопільського облвиконкому від 31.03.1992 р. № 30  |
| 11. | Пошта (мур.)                                      | 1862 р.              | м. Теребовля вул. Зазамче, 13            | 452             | рішення Тернопільського облвиконкому від 31.03.1992 р. № 30  |
| 12. | Спортивна школа (Будинок ториства «Сокіл») (мур.) | кінець ХІХ ст.       | м. Теребовля вул. Князя Василька, 106    | 61              | рішення Тернопільського облвиконкому від 31.03.1992 р. № 30  |
| 13. | Народна бібліотека (мур.)                         | ХІХ ст.              | м. Теребовля вул. Князя Василька, 105    | 60              | рішення Тернопільського облвиконкому від 31.03.1992 р. № 30  |
| 14. | Житловий будинок (мур.)                           | ХІХ ст.              | м. Теребовля вул. Князя Василька, 108    | 453             | рішення Тернопільського облвиконкому від 31.03.1992 р. № 30  |
| 15. | Житловий будинок (мур.)                           | ХІХ ст.              | м. Теребовля вул. Князя Василька, 110    | 454             | рішення Тернопільського облвиконкому від 31.03.1992 р. № 30  |
| 16. | Відкрита галерея (мур.)                           | 1924-1928 рр.        | м. Теребовля вул. Князя Василька, 111    | 62/2            | рішення Тернопільського облвиконкому від 09.08.1982 р. № 401 |
| 17. | Комплекс костелу (мур.)                           | 1924-1928 рр.        | м. Теребовля вул. Князя Василька, 112    | 62/0            | рішення Тернопільського облвиконкому від 09.08.1982 р. № 401 |
| 18. | Костел приходської католицької общини (мур.)      | 1924-1928 рр.        | м. Теребовля вул. Князя Василька, 112    | 62/1            | рішення Тернопільського облвиконкому від 09.08.1982 р. № 401 |
| 19. | Житловий будинок (мур.)                           | ХІХ ст.              | м. Теребовля вул. Князя Василька, 200    | 455             | рішення Тернопільського облвиконкому від 31.03.1992 р. № 30  |
| 20. | Житловий будинок (мур.)                           | 1931 р.              | м. Теребовля вул. Князя Василька, 77     | 465             | рішення Тернопільського облвиконкому від 31.03.1992 р. № 30  |
| 21. | Споруда «Рідна школа» (мур.)                      | ХІХ ст.              | м. Теребовля вул. Князя Василька, 99     | 54              | рішення Тернопільського облвиконкому від 09.08.1982 р. № 401 |
| 22. | Замок (руїни)                                     | 1631 р.              | м. Теребовля вул. Підзамче               | 676             | Постанова Ради Міністрів УРСР від 24 серпня 1963 р. № 970    |
| 23. | Житловий будинок(мур.)                            | кінець ХІХ ст.       | м. Теребовля вул. Родини Юрчаків, 19     | 25              | рішення Тернопільського облвиконкому від 05.12.1986 р. № 343 |
| 24. | Житловий будинок (мур.)                           | кінець ХІХ ст.       | м. Теребовля вул. Родини Юрчаків, 2      | 202             | рішення Тернопільського облвиконкому від 05.12.1986 р. № 343 |
| 25. | Житловий будинок (мур.)                           | кінець ХІХ ст.       | м. Теребовля вул. Родини Юрчаків, 4      | 203             | рішення Тернопільського облвиконкому від 05.12.1986 р. № 343 |
| 26. | Житловий будинок (мур.)                           | кінець ХІХ ст.       | м. Теребовля вул. Родини Юрчаків, 6      | 204             | рішення Тернопільського облвиконкому від 05.12.1986 р. № 343 |
| 27. | Житловий будинок (мур.)                           | 1912 р.              | м. Теребовля вул. Родини Юрчаків, 9      | 461             | рішення Тернопільського облвиконкому від 31.03.1992 р. № 30  |
| 28. | Кінний манеж (мур.)                               | кінець ХІХ ст.       | м. Теребовля вул. Січових Стрільців      | 464             | рішення Тернопільського облвиконкому від 31.03.1992 р. № 30  |
| 29. | Кавалерійські казарми (мур.)                      | початок ХХ ст.       | м. Теребовля вул. Січових Стрільців, 69а | 522             | рішення Тернопільського облвиконкому від 31.03.1992 р. № 30  |
| 30. | Житловий будинок (мур.)                           | 1930-і рр.           | м. Теребовля вул. Шевченка, 10           | 551             |                                                              |
| 31. | Монастир кармелітів (мур.):                       | 1635 р.              | м. Теребовля вул. Шевченка, 3            | 678/0           | постанова Ради Міністрів УРСР від 24 серпня 1963 р. № 970    |
| 32. | Мури з 3 наріжними баштами (мур.)                 | 1635 р.              | м. Теребовля вул. Шевченка, 3            | 678/3           | постанова Ради Міністрів УРСР від 24 серпня 1963 р. № 970    |
| 33. | Надбрамна дзвіниця (мур.)                         | ХІХ ст.              | м. Теребовля вул. Шевченка, 3            | 678/4           | постанова Ради Міністрів УРСР від 24 серпня 1963 р. № 970    |
| 34. | Житловий будинок (мур.)                           | 1930 р.              | м. Теребовля вул. Шевченка, 5            | 462             | рішення Тернопільського облвиконкому від 31.03.1992 р. № 30  |
| 35. | Ратуша                                            | XVIII-початок ХХ ст. | м. Теребовля вул. Шевченка, 8            | 63              | рішення Тернопільського облвиконкому від 09.08.1982 р. № 401 |
| 36. | Церква св. Миколи (мур.)                          | к. ХVІст.            | м. Теребовля вул. Шевченка, 14           | 677/1           | постанова Ради Міністрів УРСР від 24 серпня 1963 р. № 970    |
| 37. | Дзвіниця церкви св. Миколи (мур.)                 | XVI ст.              | м. Теребовля вул. Шевченка, 14           | 677/2           | постанова Ради Міністрів УРСР від 24 серпня 1963 р. № 970    |
| 38. | Костел Успіння Діви Марії (мур.)                  | 1635 р.              | м. Теребовля вул. Шевченка, 3            | 678/1           | постанова Ради Міністрів УРСР від 24 серпня 1963 р. № 970    |
| 39. | Корпус келій (мур.)                               | 1635 р.              | м. Теребовля вул. Шевченка, 3            | 678/2           | постанова Ради Міністрів УРСР від 24 серпня 1963 р. № 970    |
| 40. | Церква (мур.) Різдва св. Івана Хрестителя         | XVII ст.             | м. Теребовля на території монастиря      | 1596/1          | постанова Ради Міністрів УРСР від 06.09.1979 р. № 442        |
| 41. | Корпус келій (руїни)                              | XVII ст.             | м. Теребовля на території монастиря      | 1596/2          | постанова Ради Міністрів УРСР від 06.09.1979 р. № 442        |
| 42. | Надбрамна башта (мур.)                            | XVII ст.             | м. Теребовля на території монастиря      | 1596/3          | постанова Ради Міністрів УРСР від 06.09.1979 р. № 442        |
| 43. | Мури з баштами (мур.)                             | XVII ст.             | м. Теребовля на території монастиря      | 1596/4          | постанова Ради Міністрів УРСР від 06.09.1979 р. № 442        |
| 44. | Угорницький василіанський монастир (руїни):       | XVI-XVII ст.         | м. Теребовля Південна околиця            | 1596/0          | постанова Ради Міністрів УРСР від 06.09.1979 р. № 442        |
| 45. | Дзвіниця церкви Покрови (зміш.)                   | 1715 р.              | с. Деренівка                             | 219/1           | рішення Тернопільського облвиконкому від 05.12.1986 р. № 343 |
| 46. | Церква Покрови (дер.)                             | 1715 р.              | с. Деренівка                             | 219/2           | рішення Тернопільського облвиконкому від 05.12.1986 р. № 343 |
| 47. | Церква Іоанна Богослова (дер.)                    | 1793 р.              | с. Довге                                 | 212/1           | рішення Тернопільського облвиконкому від 05.12.1986 р. № 343 |
| 48. | Дзвіниця церкви Іоанна Богослова (зміш.)          | 1793 р.              | с. Довге                                 | 212/2           | рішення Тернопільського облвиконкому від 05.12.1986 р. № 343 |
| 49. | Церква Пресвятої Трійці                           | 1887 р.              | с. Залав'є                               | 1276            | розпорядження голови ОДА від 04.04.1997 р. № 147             |
| 50. | Костел                                            | ХІХ ст.              | с. Залав'є                               | 1277            | розпорядження голови ОДА від 04.04.1997 р. № 147             |
| 51. | Дзвіниця костелу                                  | ХІХ-ХХ ст.           | с. Залав'є                               | 1278            | розпорядження голови ОДА від 04.04.1997 р. № 147             |
| 52. | Церква Успіння Пресвятої Діви Марії               | 1867 р.              | с. Ласківці                              | 2121            | рішення Тернопільського облвиконкому від 06.10.1994 р. № 44  |
| 53. | Церква Введення (дер.)                            | XVIII ст.            | с. Млиниська                             | 224             | рішення Тернопільського облвиконкому від 05.12.1986 р. № 343 |
| 54. | Дзвіниця церкви Введення (дер.)                   | XVIII ст.            | с. Млиниська                             | 225             | рішення Тернопільського облвиконкому від 05.12.1986 р. № 343 |
| 55. | Костел (мур.)                                     | XVIII ст.            | с. Млиниська                             | 226             | рішення Тернопільського облвиконкому від 05.12.1986 р. № 343 |
| 56. | Церква св. Миколая                                | 1793 р.              | с. Могильниця                            | 2118            | рішення Тернопільського облвиконкому від 06.10.1994 р. № 44  |
| 57. | Костел                                            | ХІХ ст.              | с. Острівець                             | 2125            | рішення Тернопільського облвиконкому від 06.10.1994 р. № 44  |
| 58. | Церква св. Миколая (дер.)                         | 1886 р.              | с. Підгайчики                            | 2042            | рішення Тернопільського облвиконкому від 18.11.1994 р. № 83  |
| 59. | Дзвіниця (мур.)                                   | 1810 р.              | с. Підгайчики                            | 207             | рішення Тернопільського облвиконкому від 05.12.1986 р. № 343 |
| 60. | Костел (мур.)                                     | 1810 р.              | с. Підгайчики                            | 208             | рішення Тернопільського облвиконкому від 05.12.1986 р. № 343 |
| 61. | Палац (мур.)                                      | 1877 р.              | с. Підгайчики                            | 209             | рішення Тернопільського облвиконкому від 05.12.1986 р. № 343 |
| 62. | Церква св. Юрія                                   | 1863 р.              | с. Сущин                                 | 2122            | рішення Тернопільського облвиконкому від 06.10.1994 р. № 44  |

## Пам'ятки історії
| №  | Назва | Дата                         | Адреса | Охоронний номер | Документ про взяття на облік |
| -- | --- | ---------------------------- | --- | --------------- | --- |
| 1  | Меморіальний комплекс воїнам Української Повстанської Армії | 1997 р.                      | м. Теребовля | 1815            | Наказ управління культури Тернопільської обласної державної адміністрації від 18.10.2005 р. № 112                                                            |
| 2  | Пам'ятник борцям за волю України | Відновлений у 1991 р.        | м. Теребовля, біля Греко-католицької церкви                                                                                             | 1848            | Наказ управління культури Тернопільської обласної державної адміністрації від 18.10.2005 р. № 112                                                            |
| 3  | Пам'ятний знак замордованим гімназистам | 2002 р.                      | м. Теребовля, вул. Застіноча, 41, подвір'я школи                                                                                        | 1849            | Наказ управління культури Тернопільської обласної державної адміністрації від 18.10.2005 р. № 112                                                            |
| 4  | Могила актора Юрчака В. | 1914 р.                      | м. Теребовля, вул. Шевченка, біля головної алеї праворуч                                                                                | 531             | Рішення виконкому Тернопільської обласної ради від 22.03.1971 р. № 147                                                                                       |
| 5  | Братські могили воїнів Радянської армії. Могили воїнів Радянської армії | 1952 р.                      | м. Теребовля, вул. Шевченка, військове кладовище                                                                                        | 551             | Рішення виконкому Тернопільської обласної ради від 22.03.1971 р. № 147                                                                                       |
| 6  | Пам'ятний знак воїнам-землякам, які загинули в роки Другої світової війни | 1985 р.                      | м. Теребовля, мікрорайон Сади | 987             | Рішення виконкому Тернопільської обласної ради від 26.08.1986 р. № 250                                                                                       |
| 7  | Братська могила воїнів Радянської армії | 1952 р.                      | с. Вербівці, біля повороту на м. Чортків                                                                                                | 535             | Рішення виконкому Тернопільської обласної ради від 22.03.1971 р. № 147                                                                                       |
| 8  | Братська могила воїнів Української Повстанської Армії (4 чол.) |                              | с. Вербівці, кладовище | 1823            | Наказ управління культури Тернопільської обласної державної адміністрації від 18.10.2005 р. № 112                                                            |
| 9  | Могила Марка Дячка, офіцера Українських Січових стрільців. Напис на плиті: «За волю України Вірним синам Січовим Стрільцям слава Тут спочиває прах хорунжого У. С. С. Марка Дячок із села Куровичі Золочівського району Загинув в боях 1919 р. Вічна пам'ять»                                                               | 1990                         | с. Вербівці, кладовище, біля дороги | 1822            | Наказ управління культури Тернопільської обласної державної адміністрації від 18.10.2005 р. № 112                                                            |
| 10 | Братська могила мирних жителів — жертв німецьких фашистів (32 чол.) |                              | с. Гумниська, кладовище | 1828            | Наказ управління культури Тернопільської обласної державної адміністрації від 18.10.2005 р. № 112                                                            |
| 11 | Братська могила воїнів Української Повстанської Армії, жертв тоталітарного режиму (15 чол.) |                              | с. Деренівка, кладовище | 1830            | Наказ управління культури Тернопільської обласної державної адміністрації від 18.10.2005 р. № 112                                                            |
| 12 | Братська могила Українських Січових Стрільців (14 чол.) | липень 1919 р.               | с. Деренівка, кладовище | 1829            | Наказ управління культури Тернопільської обласної державної адміністрації від 18.10.2005 р. № 112                                                            |
| 13 | Пам'ятний знак воїнам-землякам, які загинули в роки Другої світової війни | 1985 р.                      | с. Довге | 968             | Рішення виконкому Тернопільської обласної ради від 26.08.1986 р. № 250                                                                                       |
| 14 | Пам'ятний знак воїнам-землякам, які загинули в роки Другої світової війни | 1969 р.                      | с. Долина | 772             | Рішення виконкому Тернопільської обласної ради від 22.03.1971 р. № 147                                                                                       |
| 15 | Пам'ятний знак (хрест) на честь скасування панщини | 1848 р.                      | с. Залав'є, біля церкви, кладовище, північно-західна частина                                                                            | 4370-Тр (3216)  | Наказ управління культури Тернопільської обласної державної адміністрації від 27.01.2010 р. № 16, Наказ Міністерства культури України від 23.01.2012 р. № 51 |
| 16 | Братська могила Українських Січових Стрільців (2 чол.) | 2005 р.                      | с. Залав'є, кладовище, північно-західна частина села                                                                                    | 1833            | Наказ управління культури Тернопільської обласної державної адміністрації від 18.10.2005 р. № 112                                                            |
| 17 | Пам'ятний знак (хрест) загиблим від холери | 1831 р.                      | с. Залав'є, кладовище, північно-західна частина, приблизно за 10 м на північний схід від братської могили Українських Січових Стрільців | 4371-Тр (3215)  | Наказ управління культури Тернопільської обласної державної адміністрації від 27.01.2010 р. № 16, Наказ Міністерства культури України від 23.01.2012 р. № 51 |
| 18 | Пам'ятний знак (хрест) на честь 50-річчя скасування панщини | 1898 р.                      | с. Кобиловолоки, вул. Мурованка, біля церкви                                                                                            | 4363-Тр (3217)  | Наказ управління культури Тернопільської обласної державної адміністрації від 27.01.2010 р. № 16, Наказ Міністерства культури України від 23.01.2012 р. № 51 |
| 19 | Могила невідомого воїна Радянської армії родом з Хмельниччини | Невідомо                     | с. Кобиловолоки, напроти кладовища | 3218            | Наказ управління культури Тернопільської обласної державної адміністрації від 27.01.2010 р. № 16                                                             |
| 20 | Пам'ятний знак воїнам-землякам, які загинули в роки Другої світової війни | 1972 р.                      | с. Кобиловолоки, при в'їзді в село, напроти кладовища                                                                                   | 773             | Рішення виконкому Тернопільської обласної ради від 12.06.1978 р. № 286                                                                                       |
| 21 | Пам'ятний знак воїнам-землякам, які загинули в роки Другої світової війни | 1985 р.                      | с. Кровинка, біля дороги Кровинка-Лошнів, 400 м від церкви                                                                              | 970             | Рішення виконкому Тернопільської обласної ради від 26.08.1986 р. № 250                                                                                       |
| 22 | Пам'ятний знак (хрест) «За тверезість» | 1878 р.                      | с. Кровинка, біля церкви | 4365-Тр (3220)  | Наказ управління культури Тернопільської обласної державної адміністрації від 27.01.2010 р. № 16, Наказ Міністерства культури України від 23.01.2012 р. № 51 |
| 23 | Пам'ятний знак (хрест) на честь 50-річчя скасування панщини | 1898 р.                      | с. Кровинка, вул. Хатки, 60 | 4364-Тр         | Наказ управління культури Тернопільської обласної державної адміністрації від 27.01.2010 р. № 16, Наказ Міністерства культури України від 23.01.2012 р. № 51 |
| 24 | Могила Пасіки Остапа Адамовича, різьбяра, почесного члена Українського товариства охорони природи, журналіста | 2000 р.                      | с. Кровинка, кладовище, біля стежки, 20 м від огорожі                                                                                   | 3219            | Наказ управління культури Тернопільської обласної державної адміністрації від 27.01.2010 р. № 16                                                             |
| 25 | Пам'ятний знак (хрест) на честь скасування панщини | відновлено 1936 р., 1990 р.  | с. Ласківці, вул. Центральна | 1867            | Розпорядження Представника Президента України в Тернопільській області від 25.06.1992 р. № 148                                                               |
| 26 | Пам'ятний знак (стела) на честь 1000-ліття прийняття християнства у Київській Русі | 1998 р.                      | с. Ласківці, вул. Центральна, за церквою                                                                                                | 3221            | Наказ управління культури Тернопільської обласної державної адміністрації від 27.01.2010 р. № 16                                                             |
| 27 | Братська могила воїнів Української Повстанської Армії (4 чол. — Коробін Богдан, 1927 р.н., Вінярський Михайло, 1922 р.н., Яцків Іван М., 1920 р.н., Барабола Йосиф) (могила з надмогильним пагорбом, по центру могили плита з прізвищами)                                                                                   |                              | с. Ласківці, нове кладовище | 1837            | Наказ управління культури Тернопільської обласної державної адміністрації від 18.10.2005 р. № 112                                                            |
| 28 | Пам'ятний знак (скульптура Матері Божої) «За тверезість». За свідченням жителів села, пам'ятний знак був поставлений на місці останньої в селі корчми. У 2008 р. був зруйнований під час корчування дерев, зараз відновлений, але вже на новому постаменті, старий постамент з зображенням і написом «св. Лука» не задіяний | 1905 р.                      | с. Ласківці, центр | 1866-Тр         | Розпорядження Представника Президента України в Тернопільській області від 25.06.1992 р. № 148, Наказ Міністерства Культури України від 22.11.2012 р. № 1364 |
| 29 | Пам'ятний знак (хрест) на честь скасування панщини | 1848 р.                      | с. Лошнів, біля костелу | 4366-Тр         | Наказ управління культури Тернопільської обласної державної адміністрації від 27.01.2010 р. № 16, Наказ Міністерства культури України від 23.01.2012 р. № 51 |
| 30 | Пам'ятний знак воїнам-землякам, які загинули в роки Другої світової війни | 1978 р.                      | с. Лошнів, біля сільської ради | 844             | Рішення виконкому Тернопільської обласної ради від 25.01.1982 р. № 34                                                                                        |
| 31 | Пам'ятний знак (хрест) на честь 100-річчя з дня народження поета, письменника, художника Шевченка Тараса Григоровича | 1914 р.                      | с. Лошнів, біля церкви | 559             | Рішення виконкому Тернопільської обласної ради від 22.03.1971 р. № 147                                                                                       |
| 32 | Пам'ятний знак (хрест) на честь скасування панщини | 2001 р                       | с. Малів, центр, біля церкви | 4369-Тр (3222)  | Наказ управління культури Тернопільської обласної державної адміністрації від 27.01.2010 р. № 16, Наказ Міністерства культури України від 23.01.2012 р. № 51 |
| 33 | Пам'ятний знак воїнам-землякам, які загинули в роки Другої світової війни | 1976 р.                      | с. Мшанець, біля головної дороги | 781             | Рішення виконкому Тернопільської обласної ради від 12.06.1978 р. № 286                                                                                       |
| 34 | Братська могила Українських Січових Стрільців (8 чол.) |                              | с. Мшанець, західні околиці, старе кладовище при в'їзді                                                                                 | 1839            | Наказ управління культури Тернопільської обласної державної адміністрації від 18.10.2005 р. № 112                                                            |
| 35 | Пам'ятне місце загибелі воїнів Української Повстанської Армії |                              | с. Мшанець, поле «Валігури» | 1840            | Наказ управління культури Тернопільської обласної державної адміністрації від 18.10.2005 р. № 112                                                            |
| 36 | Пам'ятний знак воїнам-землякам, які загинули в роки Другої світової війни | 1972 р.                      | с. Нова Могильниця | 790             | Рішення виконкому Тернопільської обласної ради від 12.06.1978 р. № 286                                                                                       |
| 37 | Пам'ятний знак воїнам-землякам, які загинули в роки Другої світової війни | 1971 р.                      | с. Острівець | 782             | Рішення виконкому Тернопільської обласної ради від 22.03.1971 р. № 147                                                                                       |
| 38 | Будинок, у якому народився письменник Гжицький Володимир Зенонович (1895—1973) | ХІХ ст.                      | с. Острівець, бібліотека | 3260            | Наказ управління культури Тернопільської обласної державної адміністрації від 26.06.2012 р. № 97                                                             |
| 39 | Пам'ятний знак (хрест) оберіг від нещасних випадків | 1922 р.                      | с. Острівець, біля бібліотеки | 4368-Тр         | Наказ Міністерства культури України від 23.01.2012 р. № 51                                                                                                   |
| 40 | Пам'ятний знак (хрест) на славу Божу | 1909 р.                      | с. Острівець, біля бібліотеки | 3261            | Наказ управління культури Тернопільської обласної державної адміністрації від 26.06.2012 р. № 97                                                             |
| 41 | Могила Героя Соціалістичної праці Гачка Петра Миколайовича | 1966 р.                      | с. Підгайчики | 530             | Рішення виконкому Тернопільської обласної ради від 22.03.1971 р. № 147                                                                                       |
| 42 | Могила невідомого воїна Радянської армії | 1984 р.                      | с. Плебанівка, біля залізниці | 1182            | Рішення виконкому Тернопільської обласної ради від 26.08.1986 р. № 250                                                                                       |
| 43 | Пам'ятне місце масових розстрілів мирних жителів (євреїв) під час Другої Світової війни | 1985 р.                      | с. Плебанівка, біля залізниці | 971             | Рішення виконкому Тернопільської обласної ради від 26.08.1986 р. № 250                                                                                       |
| 44 | Пам'ятний знак воїнам-землякам, які загинули в роки Другої світової війни | 1977 р.                      | с. Романівка | 942             | Рішення виконкому Тернопільської обласної ради від 27.11.1984 р. № 332                                                                                       |
| 45 | Пам'ятний знак воїнам-землякам, які загинули в роки Другої світової війни | 1985 р.                      | с. Семенів, біля головної дороги | 972             | Рішення виконкому Тернопільської обласної ради від 26.08.1986 р. № 250                                                                                       |
| 46 | Пам'ятний знак (хрест) на честь скасування панщини | 1848 р. (відновлено 1989 р.) | с. Стара Могильниця, вул. Центральна | 4367-Тр (3224)  | Наказ управління культури Тернопільської обласної державної адміністрації від 27.01.2010 р. № 16, Наказ Міністерства культури України від 23.01.2012 р. № 51 |
| 47 | Братська могила активістів села | 1968 р.                      | с. Стара Могильниця, кладовище | 553             | Рішення виконкому Тернопільської обласної ради від 22.03.1971 р. № 147                                                                                       |
| 48 | Могила воїна Радянської армії Лінського Б. | 1949 р.                      | с. Стара Могильниця, кладовище | 552             | Рішення виконкому Тернопільської обласної ради від 22.03.1971 р. № 147                                                                                       |
| 49 | Пам'ятний знак воїнам-землякам, які загинули в роки Другої світової війни | 1985 р.                      | с. Сущин, біля автобусної зупинки | 974             | Рішення виконкому Тернопільської обласної ради від 26.08.1986 р. № 250                                                                                       |

## Пам'ятки монументального мистецтва
| №  | Назва                                                                                  | Дата    | Адреса                                                             | Охоронний номер | Документ про взяття на облік                                                                      |
| -- | -------------------------------------------------------------------------------------- | ------- | ------------------------------------------------------------------ | --------------- | ------------------------------------------------------------------------------------------------- |
| 1  | Пам'ятник засновнику Теребовлянського лісництва — Морозову                             |         | м. Теребовля                                                       | 1843            | Наказ управління культури Тернопільської обласної державної адміністрації від 18.10.2005 р. № 112 |
| 2  | Скульптура «Літописець»                                                                | 1993 р. | м. Теребовля                                                       | 1846            | Наказ управління культури Тернопільської обласної державної адміністрації від 18.10.2005 р. № 112 |
| 3  | Пам'ятник провіднику Організації Українських Націоналістів Бандері Степану Андрійовичу |         | м. Теребовля                                                       | 1845            | Наказ управління культури Тернопільської обласної державної адміністрації від 18.10.2005 р. № 112 |
| 4  | Пам'ятник поету, громадському діячу Франку Івану Яковичу                               | 1999 р. | м. Теребовля                                                       | 1844            | Наказ управління культури Тернопільської обласної державної адміністрації від 18.10.2005 р. № 112 |
| 5  | Пам'ятник поету, письменнику, художнику Шевченку Тарасу Григоровичу                    | 1954 р. | м. Теребовля, вул. вул. Січових Стрільців, парк ім. Т. Г. Шевченка | 1002            | Рішення виконкому Тернопільської обласної ради від 22.03.1971 р. № 147                            |
| 6  | Пам'ятник князю Васильку Теребовлянському                                              | 1997 р. | м. Теребовля, вул. Князя Василька                                  | 1850            | Наказ управління культури Тернопільської обласної державної адміністрації від 18.10.2005 р. № 112 |
| 7  | Пам'ятник поету, письменнику, художнику Шевченку Тарасу Григоровичу                    | 1914 р. | с. Залав'є, центр                                                  | 800             | Рішення виконкому Тернопільської обласної ради від 22.03.1971 р. № 147                            |
| 8  | Пам'ятник поету, письменнику, художнику Шевченку Тарасу Григоровичу                    | 1997 р. | с. Кобиловолоки, вул. Мурованка, біля будинку культури             | 3044            | Наказ управління культури Тернопільської обласної державної адміністрації від 27.01.2010 р. № 16  |
| 9  | Скульптура Матері Божої з Ісусом (1)                                                   | 1893 р. | с. Кобиловолоки, центр                                             | 3043            | Наказ управління культури Тернопільської обласної державної адміністрації від 27.01.2010 р. № 16  |
| 10 | Скульптура святого з пальмовою гілкою і Розп'яттям                                     | 1891 р. | с. Ласківці                                                        | 3045            | Наказ управління культури Тернопільської обласної державної адміністрації від 27.01.2010 р. № 16  |
| 11 | Пам'ятник поету, письменнику, художнику Шевченку Тарасу Григоровичу (погруддя)         | 2004 р. | с. Ласківці, вул. Центральна, навпроти школи                       | 1814            | Наказ управління культури Тернопільської обласної державної адміністрації від 18.10.2005 р. № 112 |
| 12 | Пам'ятник поету, письменнику, художнику Шевченку Тарасу Григоровичу                    | 1964 р. | с. Лошнів, біля церкви напроти будинку культури                    | 560             | Рішення виконкому Тернопільської обласної ради від 22.03.1971 р. № 147                            |
| 13 | Пам'ятник художникам Михайлу і Тимофію Бойчукам                                        |         | с. Романівка, біля автобусної зупинки                              | 1294            | Рішення виконкому Тернопільської обласної ради від 19.08.1994 р. № 14                             |